# Paralophogaster glaber
Paralophogaster glaber är en kräftdjursart. Paralophogaster glaber ingår i släktet Paralophogaster och familjen Lophogastridae. Inga underarter finns listade i Catalogue of Life.